# Лінн Джуелл
Лінн Джуелл (англ. Lynne Jewell, 26 листопада 1959) — американська яхтсменка.
Олімпійська чемпіонка 1988 року в класі 470.
Срібна призерка Чемпіонату світу в класі Лазер Радіал 1980, 1983, 1985 років.